# 阿尔基略斯
阿尔基略斯（西班牙語：Arquillos），是西班牙安达卢西亚自治区哈恩省的一个市镇。总面积66平方公里，总人口1911人（2001年），人口密度29人/平方公里。